# Emmanuel Coppey
Emmanuel Coppey, né le 24 août 1999 à Paris, est un violoniste français.

## Biographie
Il est né en 1999 à Paris, fils du violoncelliste Marc Coppey et de l'artiste peintre Caroline Coppey. Il s'initie au violon dès l'âge de quatre ans,.
Emmanuel Coppey a commencé ses études musicales avec Larissa Kolos avant de rejoindre le Conservatoire national supérieur de musique et de danse de Paris, la Royal Academy of Music à Londres, puis la Chapelle musicale Reine Élisabeth. Il a reçu l'enseignement de violonistes tels que György Pauk, Augustin Dumay, Philippe Graffin et Svetlin Roussev,. 
En 2023, il remporte le concours Bach de New York.
Depuis 2024, il est Artiste en Résidence à la Fondation Singer-Polignac et joue sur un violon Guarnerius de 1735 issu de la collection Guttman,.

## Prix et distinctions
- 2025 : APCAV Prize of the Verbier Festival[10]
- 2023 : Lauréat du concours Bach de New York
- Artiste City Music Foundation[11]
- Artiste en Résidence à la Fondation Singer-Polignac (2024)
- Artiste en Résidence à la Chapelle Musicale Reine Elisabeth
- Membre de l'Ensemble Modern Academy de Francfort et des London Contemporary Soloists